# نگاره‌هایی از کنگره در لیون
نگاره‌هایی از کنگره در لیون عنوان فیلمی است فرانسوی با ژانر مستند، صامت، سیاه و سفید و کوتاه به کارگردانی لوئیس لومیر. این فیلم محصول سال ۱۸۹۵ میلادی است.